# Drigán György
Drigán György (Budapest, 1944. március 27.) magyar nemzeti labdarúgó-játékvezető, sportvezető.

## Pályafutása

### Nemzeti játékvezetés
Játékvezetésből Budapesten vizsgázott. Vizsgájátt követően a Budapesti Labdarúgó-szövetség (BLSZ) által üzemeltetett bajnokságokban kezdte sportpályafutását. Az Magyar Labdarúgó-szövetség (MLSZ) Játékvezető Bizottságának (JB) minősítése alapján 1974-ben országos utánpótlás bíró. 1980-ban a közvetlenül NB I-es utánpótlás keretébe került, de csak 1983-ban debütálhatott. Küldési gyakorlat szerint rendszeres partbírói szolgálatot is végzett. A nemzeti játékvezetéstől 1992-ben visszavonult. NB I-ess mérkőzéseinek száma: 80.
| Időpont           | Helyszín                          | Mérkőzés típusa                   | Mérkőzés                         | Eredmény |
| ----------------- | --------------------------------- | --------------------------------- | -------------------------------- | -------- |
| 1983. március 19. | ETO Park, Győr                    | első NB. I-es bajnoki mérkőzése   | Győri ETO FC–Zalaegerszegi TE FC | 1 – 1    |
| 1992. június 6.   | Révész Géza utcai stadion, Siófok | utolsó NB. I-es bajnoki mérkőzése | BFC Siófok–Veszprém FC           | 4 – 0    |

## Sportvezetőként
Az aktív játékvezetést befejezve 1993–2000 között az ellenőri albizottság tagja, 2000–2007 között vezetője. 2000–2007 között a Magyar Labdarúgó-szövetség (MLSZ) Játékvezető Testület (JT) majd a (JB) irodavezetője, országos ellenőrként 2008-ig tevékenykedett.

## Sikerei, díjai
- 1984-ben Szlávik András a Játékvezető Bizottság elnöke játékvezetői pályafutásának elismeréseként Ezüst jelvény kitüntetésbe részesítette.
- 2013-ban 45. éves játékvezetői vizsgája alkalmából az MLSZ JB elnöke Berzi Sándor, ifj. emlékplakettet adott részére.

## Külső hivatkozások
- Drigán György. nela.hu. (Hozzáférés: 2015. október 10.)
- Drigán György. szabolcsjb.hu. [2015. december 8-i dátummal az eredetiből archiválva]. (Hozzáférés: 2015. október 10.)
- Drigán György. nemzetisport.hu. (Hozzáférés: 2015. október 10.)
- Focibiro (Hozzáférés: 2020.06.26)

| Elődje: Egervári Ferenc | JT irodavezető 1997–2006 | Utódja: Márton Sándor |